# Антила, Эркки
Эркки Антила (фин. Erkki Antila; 14 июля 1954, Юрва, Вааса — 28 октября 2023) — финский биатлонист, призёр чемпионатов мира.

## Биография

### Карьера
На ЧМ-1977 и ЧМ-1979 в составе сборной Финляндии дважды был серебряным призёром в эстафете 4x7,5 км. 
Участвовал на соревнованиях по биатлону  на ОИ-1980, где стал 5-м в индивидуальной гонке на 20 км, а финны стали 7-ми в эстафете 4x7,5 км. В следующем году на ЧМ-1981 завоевал серебро в гонке на 10 км и бронзу в гонке на 20 км. 
Помимо международных медалей, восемь раз становился чемпионом Финляндии по биатлону.

### Семья
Его сын Тимо (род. 1980) — биатлонист, тренировался под руководством отца. Жена Тимо Кирси Вялимаа выступала в лыжных гонках на Олимпийских играх 2006 года.
Двоюродная сестра Эркки — лыжница Хилькка Рийхивуори, выигравшая 4 медали на Олимпийских играх.

### Смерть
Скончался 28 октября 2023 года в возрасте 69 лет.